# Mark Stokmans
Mark H. Stokmans (Wageningen, 1975) is een Nederlands schrijver. In zijn jeugd woonde hij vanwege het werk van zijn vader lang in het buitenland. Hij studeerde algemene letteren met als specialisatie Latijns-Amerikastudies en internationale betrekkingen aan de Universiteit Utrecht.
Stokmans ontving in 2023 de Nederlandse Boekhandelsprijs voor Land van echo’s, zijn debuutroman. Het is een familieroman die zich afspeelt tijdens de Spaanse Burgeroorlog.